# Cussonia spicata
Cussonia spicata es un árbol de la familia Araliaceae, nativo del sur y el oriente de África.

## Hábitat
Se encuentra en terrenos abiertos, afloramientos rocosos, pastizales montanos y entre matorrales de helechos, hasta los 2.500 m de altitud.

## Descripción

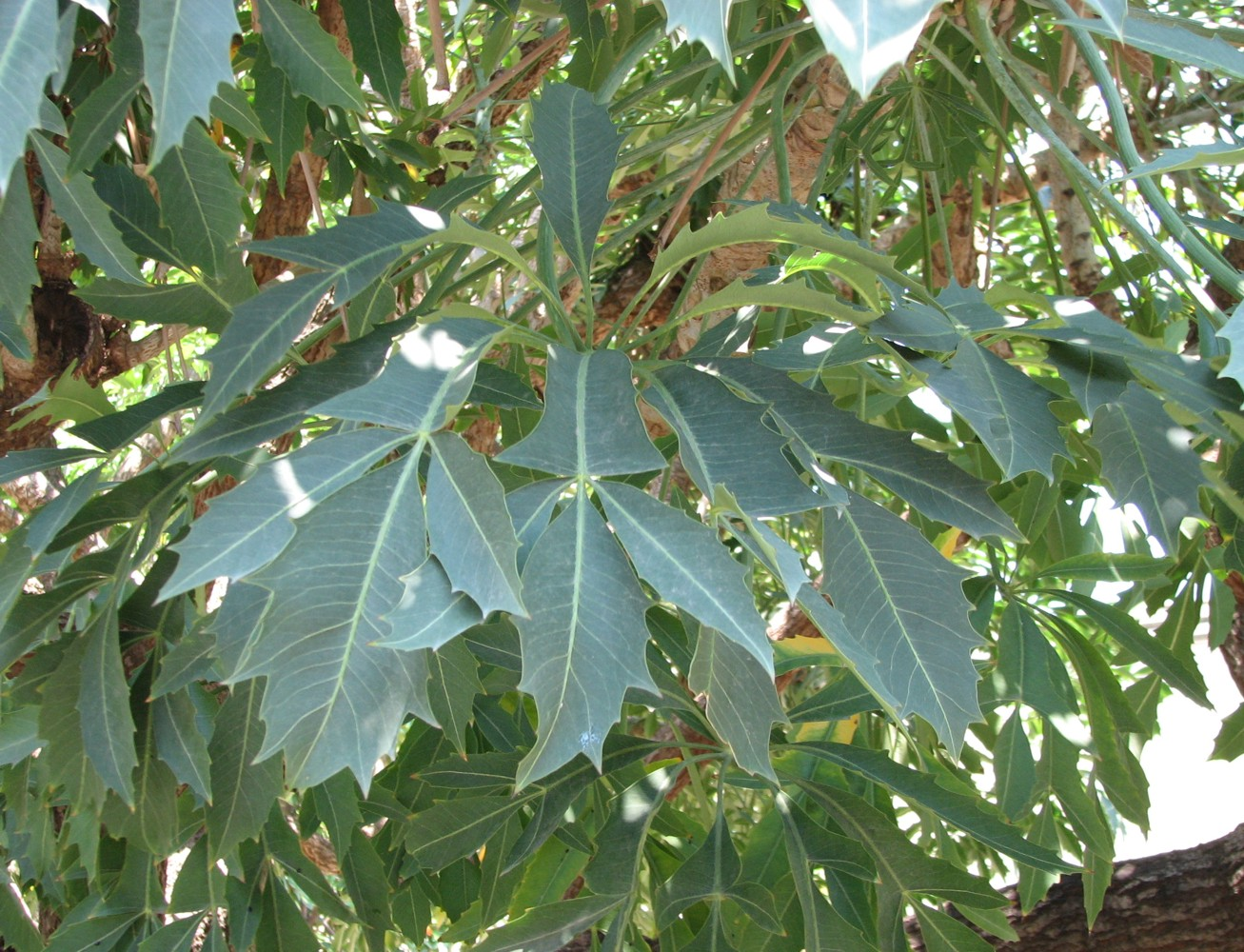
Hojas

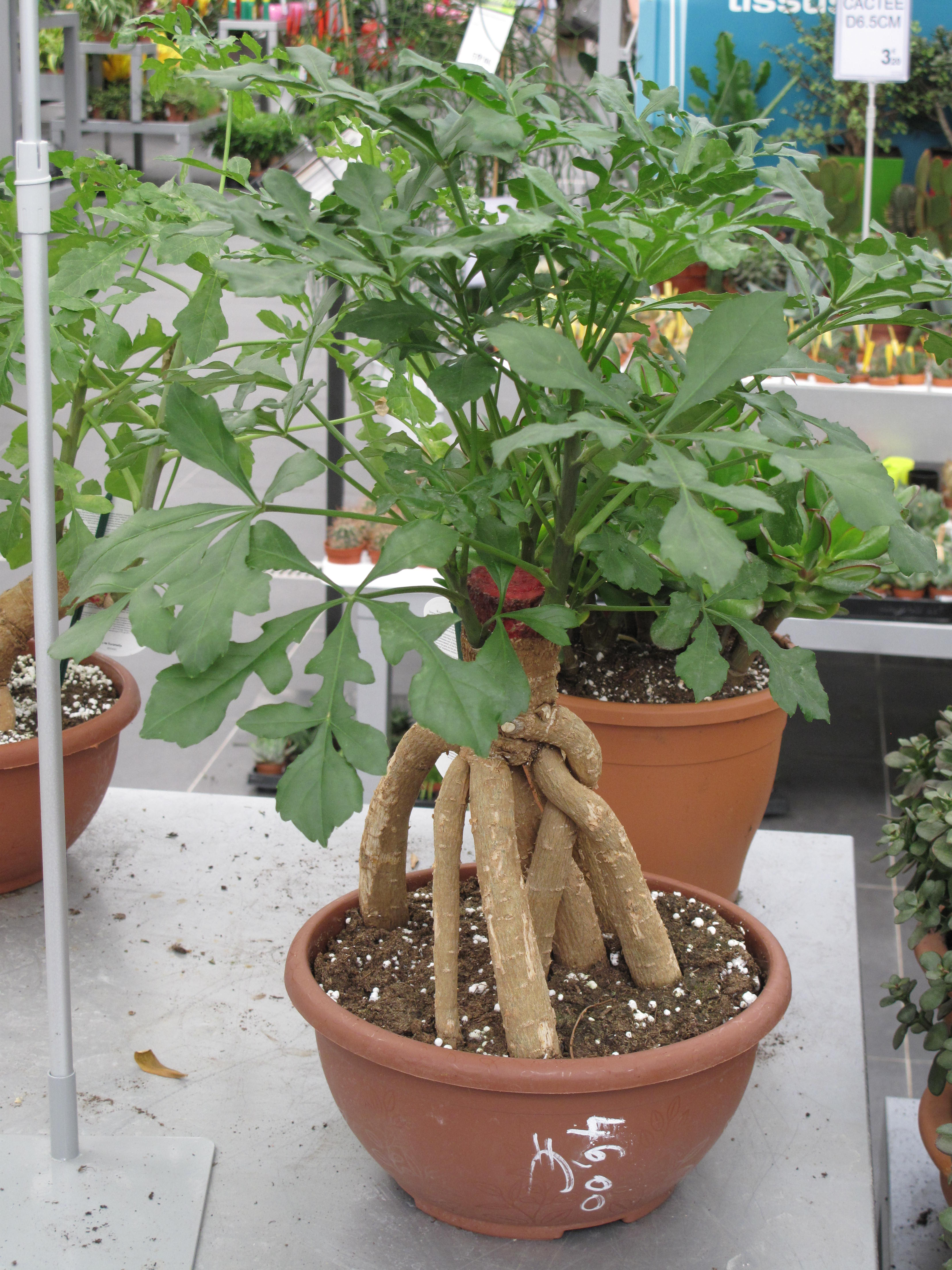
Vista de la planta

Alcanza hasta 15 m de altura. El tronco es muy grueso, y con corteza de corcho gris. Hojas perennes, de hasta 70 cm de longitud, palmeadas digitadas, con 5 a 9 folíolos de 30 a 35 cm de largo cada uno. Flores pequeñas de color verde amarillento, dispuestas de forma apretada en umbelas de 8 a 12 espigas gruesas y densas, de 5 a 15 cm de longitud. Frutos redondeados o angulosos con 4 a 6 mm de diámetro, de color marrón y al madurar púrpura.

## Usos medicinales
Ha sido utilizado en la medicina tradicional africana, que le atribuye diversas propiedades que están siendo investigadas. Las hojas son usadas para aliviar la indigestión; la decocción de la corteza y la raíz macerada se utilizan en el tratamiento de la malaria. Una decocción de la raíz se utiliza para tratar la fiebre, las enfermedades venéreas y como un diurético y laxante.

## Taxonomía
Cussonia spicata fue descrito por Carl Peter Thunberg y publicado en Nova Acta Regiae Societatis Scientiarum Upsaliensis 3: 212, t. 13. 1780.
Etimología
Cussonia: nombre genérico otorgado en honor del botánico francés Pierre Cusson (1727–1783).
spicata: epíteto latíno que significa "con espigas".
Sinónimos
- Cussonia boivinii Drake
- Cussonia calophylla Miq.
- Cussonia kraussii Hochst.
- Cussonia quercifolia Colla
- Cussonia triptera Colla[8][9]